# Позивач
Позива́ч — людина або юридична особа, учасник судового процесу, який пред'являє через суд до відповідача позов по спорах, що виникають з цивільних, господарських, адміністративних, сімейних, трудових правовідносин.
В господарському процесі позивачами є підприємства та організації, що подали позов або в інтересах яких подано позов про захист порушеного чи оспорюваного права або охоронюваного законом інтересу.
Позивачем в адміністративній справі можуть бути громадяни України, іноземці чи особи без громадянства, підприємства, установи, організації (юридичні особи), суб'єкти владних повноважень.

## Цивільний позивач
Цивільним позивачем (не плутати з позивачем у цивільній справі) визнається громадянин, підприємство, установа чи організація, які зазнали матеріальної шкоди від злочину і пред'явили вимогу про відшкодування збитків. Про визнання цивільним позивачем чи про відмову в цьому- особа, яка провадить дізнання, слідчий, суддя виносять постанову, а суд — ухвалу.
Цивільний позивач — це громадянин, підприємство, установа, організація, що потерпіли матеріальний збиток від злочину та сунули вимогу про його відшкодування у порядку кримінального судочинства.
Цивільний позивач або його представник мають право: подавати докази; заявляти клопотання; брати участь у судовому розгляді; просити орган дізнання, слідчого і суд про вжиття заходів до забезпечення заявленого ними позову; підтримувати цивільний позов; ознайомлюватися з матеріалами справи з моменту закінчення досудового слідства, а у справах, в яких досудове слідство не провадилось,— після призначення справи до судового розгляду; заявляти відводи; подавати скарги на дії особи, яка провадить дізнання, слідчого, прокурора і суду, а також подавати скарги на вирок або ухвали суду в частині, що стосується цивільного позову, а за наявності відповідних підстав — на забезпечення безпеки.
Цивільний позивач зобов'язаний на вимогу органу дізнання, слідчого, прокурора і суду пред'являти всі необхідні документи, пов'язані з заявленим позовом.
Заява про цивільний позов подається тому органу, у провадженні якого перебуває справа. Органи розслідування, прокурор, суд повинні перевірити наявність підстав для одночасного розгляду позову і кримінальної справи. Про визнання цивільним позивачем або про відмову в такому визнанні особа, яка провадить дізнання, слідчий, прокурор та суддя виносять мотивовану постанову, а суд — ухвалу.
Після того як дану особу визнано цивільним позивачем, вона стає учасником процесу та набуває прав, передбачених ст. 50 КПК України.
Якщо в результаті злочину громадянину заподіяно не тільки матеріальної, а й фізичної або моральної шкоди, він може виступити в процесі одночасно і як цивільний позивач, і як потерпілий. Про визнання даного громадянина одночасно і позивачем, і потерпілим у справі слідчий, особа, яка провадить дізнання, або прокурор виносять постанову, а суд — ухвалу.
Цивільний позивач зобов'язаний за вимогою органу дізнання, слідчого, прокурора і суду надавати документи, які він має у своєму розпорядженні, пов'язані з заявленим позовом. У разі, коли цивільний позивач не з'явиться у судове засідання, позов не розглядається, якщо суд вважає за неможливе розглядати його за відсутності цивільного позивача. Якщо цивільний позов залишається без розгляду, за зацікавленими особами зберігається право заявити його в порядку цивільного судочинства.